# NGC 1093
NGC 1093 је спирална галаксија у сазвежђу Троугао која се налази на NGC листи објеката дубоког неба.
Деклинација објекта је + 34° 25' 12" а ректасцензија 2h 48m 16,1s. Привидна величина (магнитуда) објекта NGC 1093 износи 13,3 а фотографска магнитуда 14,1. NGC 1093 је још познат и под ознакама UGC 2274, MCG 6-7-11, CGCG 524-22, IRAS 02452+3412, PGC 10606.